# 烏日策舊城
烏日策舊城（Стари град）是位於塞爾維亞城市烏日策的一座要塞建築，也是一座典型中世紀塞爾維亞建築例子。烏日策舊城修建於12至13世紀。1983年，烏日策舊城被列入塞爾維亞保護建築。

## 外部連結
- （塞爾維亞文） Uzice.net - Stari Grad （页面存档备份，存于）